# 王永平 (政治人物)

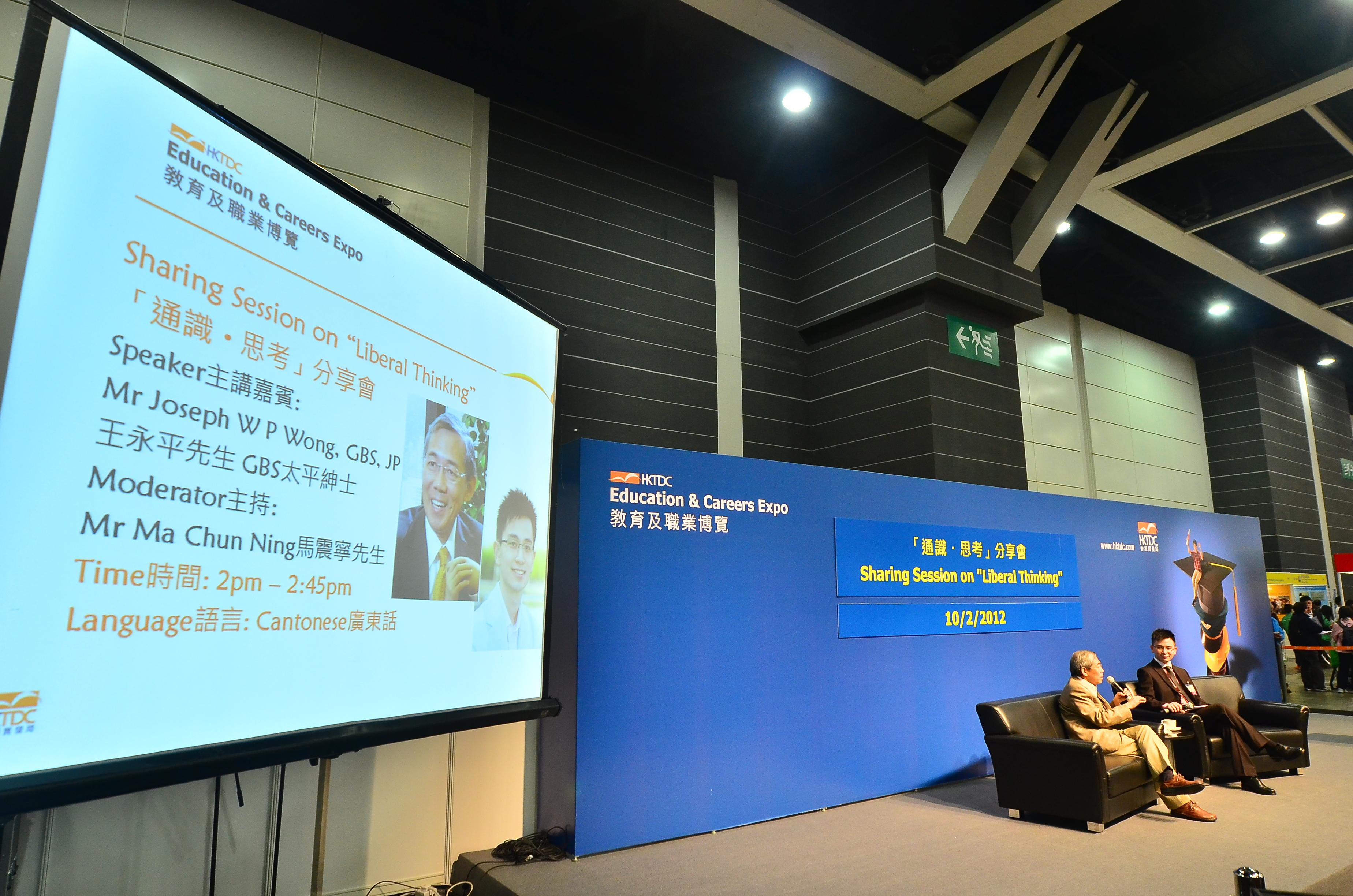
王永平教授與馬震寧老師主持2012年香港貿發局教育及職業博覽—「通識·思考」分享會。

王永平，GBS，JP（1948年7月25日—），男，香港政治人物。历任香港駐關稅暨貿易協定常任代表（即世界貿易組織前身），教育統籌局長，公務員事務局長，工商科技局長。退休後任香港大學政治與公共行政學系名譽教授。商業電台《不平平則鳴 平上去入立法會》前節目主持，《am730》和《信報》均有報紙專欄。

## 生平
王永平在1964年於高主教書院完成中五年級學業（同屆同學尚有陳鉅源），其後因原校沒有開辦香港大學預科班而轉往香港華仁書院升讀中六及中七年級（1966年中七畢業）。他在1969年於香港大學獲得經濟學榮譽學士，1969年至1973年間任職國際船公司，1973年考入政府政務主任任內調職多個部門，1987年至1989年任副公務員事務司（副銓敘司），1989年至1991年任副工商司，1991年至1994年任香港永久代表，1994年至1995年任政務總署署長，1995年至2000年任教育統籌司（即教育局長），2000年至2006年任公務員事務局長，2006年至07年任工商及科技局長，2007年6月退休。
2008年起任香港中文大學政治與行政學系兼任教授。王永平現亦是香港大學政治與公共行政學系名譽教授和香港城市大學公共及社會行政學系客座教授。
2009年10月12日，王永平於香港免費報紙am730開設「指點天下」專欄。
2019年8月2日，王永平於中環遮打花園舉行的「公僕仝人，與民同行」集會中擔任壓軸嘉賓，當中他駁斥港府所謂該集會衝擊公務員政治中立說，稱該集會未違公務員守則。隨後台下熱烈鼓掌。
2020年7月15日，王永平於在Facebook宣佈永久刪除其專頁，「確保曾經登入這個網頁的網友的個人資料不會被截取」。
2021年7月14日，王永平於其最後一個報紙專欄（AM730「指點天下」）最後一次出稿，表示由於下筆日益困難，加以看不出所寫文章對時局有何裨益，「與其欲言又止，不如放下自在」。

## 著作
- . 香港: 經濟日報出版社（香港）. 2008  [2019-11-07]. ISBN 9789626785119. 原始内容存档于2018-05-01.
- . 香港: 經濟日報出版社（香港）. 2011  [2012-04-20]. ISBN 9789626786772. （原始内容存档于2016-03-04）.